# Gustave Lefebvre
Pour les articles homonymes, voir Lefebvre.
Gustave Lefebvre (Bar-le-Duc, 17 juillet 1879 - Versailles, 1er novembre 1957) est un égyptologue et helléniste français.

## Biographie
Membre de l'École française d'Athènes, il part en 1901 travailler en Égypte pour participer à des recherches de papyrus grecs sur les sites antiques. En 1905, il est en poste à Assiout comme inspecteur au Service des Antiquités égyptiennes pour la Moyenne-Égypte.
Il est nommé conservateur du Musée du Caire en 1919, poste qu'il occupe jusqu'en 1928. Il y organise la présentation des trésors provenant du tombeau de Toutânkhamon. Il est nommé en 1928 directeur d'études à l'École pratique des hautes études de la Sorbonne, il y reste jusqu'en 1949, année de sa retraite.

## Publications
- Une chapelle de Ramsès II à Abydos, 1906
- Fragments d’un manuscrit de Ménandre, 1907 (1911).

- Prix Bordin (Antiquité classique) 1908 de l'Académie des inscriptions et belles-lettres.
- Les graffites grecs du Memnomion d'Abydos, 1919
- Le tombeau de Pétosiris, trois volumes, 1923-1924 en ligne
- Histoire des grands prêtres d'Amon de Karnak, 1929
- Grammaire de l'égyptien classique, 1940
- Romans et contes égyptiens de l'époque pharaonique, 1948
- Essai sur la médecine égyptienne de l'époque pharaonique, 1956
- Romans et contes égyptiens de l'époque pharaonique, Librairie d'Amérique et d'Orient, 1988

## Hommage
- Nécrologie du professeur Gustave Lefebvre par Étienne Drioton, président de la Société française d'égyptologie, lors de la séance du 25 novembre 1957, publiée dans le bulletin de la société française d'égyptologie no 25 de mars 1958.